# Селезёновка
Селезёновка (укр. Селезенівка) — село, входит в Сквирский район Киевской области Украины.
Население по переписи 2001 года составляло 711 человек. Почтовый индекс — 09014. Телефонный код — 4568. Занимает площадь 3,54 км². Код КОАТУУ — 3224086801.

## Местный совет
09014, Київська обл., Сквирський р-н, с.Селезенівка, вул.Фрунзе,13